# Kylling Og Co.
Kylling Og Co er en danskejet fastfood-kæde med 15 restauranter i Danmark og 1 på Grønland, der sælger sandwich, bagels, burgere og salater.